# おはようのうた
「おはようのうた」は、日本の歌。作詞・作曲:本間絹子。2007年8月から9月まで、NHKの歌番組『みんなのうた』で放送。
CMソングを中心に手がける本間絹子が、何気ない朝の様子などを朗らかな曲に乗せて歌う。歌詞も、素朴な朝の様子が表現されたものになっている。本間は本楽曲について「今という複雑な時代にも、“生きているという奇跡”にしっかり感謝して、精一杯瑞々しく生きよう、今日を大切に、しあわせに生きよう！という気持ちを込めました」と語っている。
映像は、近年の『みんなのうた』には珍しく、全編を通して静止画である。絵を描くのは、本間絹子の歌詞に共感した絵本作家の太田大八。
2008年4月から7月には、『みんなのうたお楽しみ枠』で再放送。
2007年にはNBC ユニバーサル・エンターテイメントジャパンより本曲のシングルCDが発売された。また日本コロムビアより2008年に発売された「みんなのうた」関連CDである「NHKみんなのうた〜ベスト・ヒット40☆心のうた集〜」にもオリジナル音源で収録されている。
初回から2018年の再放送まで左右と上下に黒帯を入れた画角16:9のレターボックスで放送されていたが、2022年の再放送では全画面で放送された。

## 収録曲
（全作詞・作曲：本間絹子　編曲：明石隼汰）
1. おはようのうた
2. おかたづけのうた
3. おはようのうた（オリジナル・カラオケ）
4. おかたづけのうた（オリジナル・カラオケ）

CDの他にDVDが付属するバージョンも発売されており、DVDには番組で放送された映像が収録されている。